# Nicolás Fuentes
Domingo Nicolás Fuentes Zegarra (Mollendo, 20 febbraio 1941 – 28 ottobre 2015) è stato un calciatore peruviano, di ruolo difensore.

## Palmarès

### Club
- Campionato peruviano: 5

Universitario: 1964, 1966, 1967, 1969, 1971
Defensor Lima: 1973